# À la tienne, Étienne
 (août 2021).
Si vous disposez d'ouvrages ou d'articles de référence ou si vous connaissez des sites web de qualité traitant du thème abordé ici, merci de compléter l'article en donnant les références utiles à sa vérifiabilité et en les liant à la section « Notes et références ».
À la tienne, Étienne est une chanson à boire populaire basée sur une homéotéleute.

## Le refrain de la chanson
À la tienne Étienne

À la tienn', mon vieux !

Sans ces garc's de femm's

Nous serions tous des frères.

À la tienne, Étienne,

À la tienn', mon vieux !

Sans ces garc's de femm's

Nous serions tous heureux !

## Interprétations
- Les Quatre Barbus, sur leur disque Chansons à boire (1956).